# 록사네

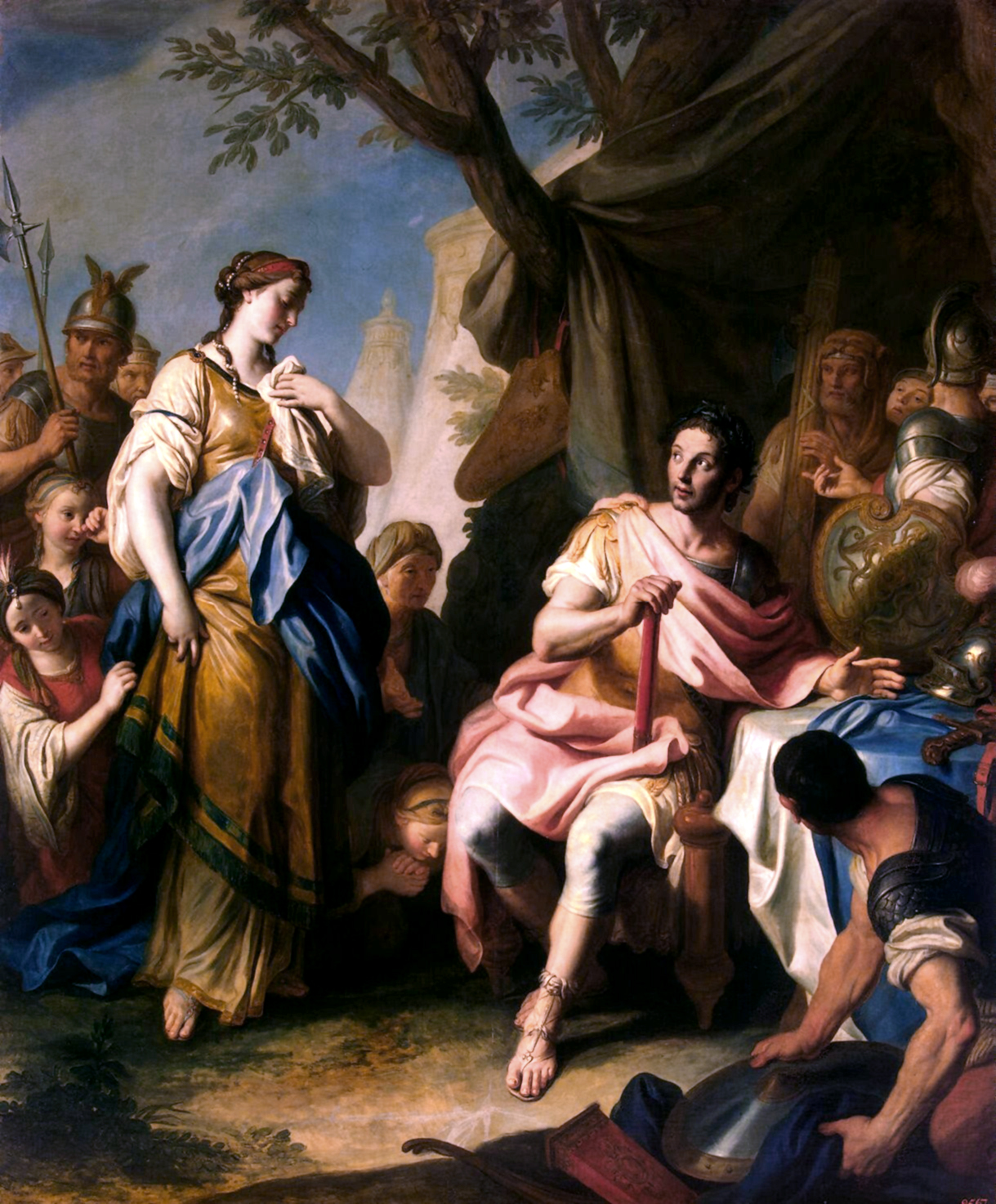
알렉산더 대왕과 록사네

록사나는 박트리아인으로 빛나는 미모의 뜻을 지닌 로사나크 라한다. 그녀는 박트리아 귀족이며 알렉산더 대왕의 부인이었다. 그녀는 기원전 341년 경에 태어난 박트리아(당시 페르시아 서쪽이며 지금의 북부 아프가니스탄)의 옥시아르테스의 딸이었다. 알렉산더 대왕이 소그디아 요새를 방문하던 기원전 327년 알렉산더와 결혼하였다.
박트리아는 알렉산더에 의해 함락된 페르시아 제국의 마지막 지역이었고 비록 고대의 기록이 그녀에 대한 알렉산더의 열렬한 사랑을 기록하였으나 결혼은 알렉산더의 박트리아 회유 시도였다.
록사나는 326년 인디아 원정에 그를 동반하였다. 기원전 323년 바빌론에서의 알렉산더 대왕의 급사 이후에 그녀는 알렉산더 4세 애구스라 불리는 유복자를 낳았다.
록사나와 그의 아들 알렉산더는 제국의 붕괴의 정치적 희생자가 되었다.
록사나는 알렉산더의 다른 미망인 스타테이라 2세와 그녀의 동생 드리페티스를 죽였다. 록사나와 그녀의 아들은 알렉산더의 모친 올림피아스에 의해 보호를 받았다. 그러다 기원전 316년 그녀의 암살후 카산드로스가 왕이 되게 되었다.
록사네와 그의 아들은 카산드로스의 명령으로 사망하였다고 전해진다.

## 같이 보기
- 발흐